# Annabelle (búp bê)
Annabelle là một con búp bê Ann Raggedy mà Ed và Lorraine Warren cho là bị ma ám. Cả hai tự mô tả mình là nhà điều tra hiện tượng huyền bí và nhà quỷ học. Con búp bê nằm trong một hộp kính tại Bảo tàng Warlings Hidden ở Monroe, Connecticut. Con búp bê này thường được so sánh với búp bê Robert.
Búp bê Annabelle thực chất là những con búp bê làm bằng vải, không giống như những bộ phim miêu tả nó là búp bê sứ.

## Bối cảnh
Theo Warlings, Donna Jennings, một sinh viên điều dưỡng tại Hoa Kỳ, đã mua được con búp bê vào năm 1968. Người ta nói rằng con búp bê có một số động thái kỳ lạ. Một nhà ngoại cảm nói với Donna rằng linh hồn của cô gái đã chết tên là "Annabelle" nằm trong cơ thể của con búp bê. Biết điều này, Donna và bạn cùng phòng của cô đã cố gắng chấp nhận con búp bê, nhưng con búp bê đã thực hiện một số hành vi độc hại. Lúc này, Donna và bạn cùng phòng của cô đã quyết định hỏi vợ chồng Warren. Cặp vợ chồng Warren đến tìm hiểu vụ án rồi kết luận con búp bê đã bị quỷ dữ chiếm giữ và chuyển con búp bê đến bảo tàng của riêng họ.

## Trong văn hóa đại chúng
Câu chuyện về con búp bê trở thành nguồn cảm hứng cho cảnh mở đầu của bộ phim "Ám ảnh kinh hoàng" (2013), và sau đó được chuyển thể thành một loạt phim: Annabelle (2014), Annabelle: Tạo vật quỷ dữ (2017) và Annabelle: Ác quỷ trở về (2019) Hình ảnh của búp bê trong phim cũng xuất hiện ngắn gọn với hình thức cameo trong bộ phim Ám ảnh kinh hoàng 2 (2016), Aquaman: Đế vương Atlantis (2018) và Shazam! (2019).
Joseph Laycock, trợ lý giáo sư nghiên cứu tôn giáo của Đại học bang Texas, nói rằng hầu hết những người hoài nghi đã từ chối bảo tàng của Warlings là "chất đầy rác, búp bê và đồ chơi, những cuốn sách bạn có thể mua trong bất kỳ hiệu sách nào." Laycock gọi huyền thoại của búp bê Annabelle là "nghiên cứu trường hợp thú vị trong mối quan hệ giữa văn hóa nhạc pop và văn hóa dân gian huyền bí" và suy đoán rằng búp bê ma quỷ được phổ biến bởi các bộ phim như Trò chơi trẻ em, Dolly thân yêu nhất và Ám ảnh kinh hoàng cũng như một tập của Khu vực hoàng hôn có tiêu đề "Living Doll" (búp bê sống) có lẽ xuất hiện từ những huyền thoại đầu tiên xung quanh búp bê Robert. Laycock gợi ý rằng "ý tưởng về những con búp bê bị quỷ ám cho phép các nhà quỷ học hiện đại tìm thấy cái ác siêu nhiên ở những nơi xa xôi và trong nước nhất".
Nhà văn khoa học Sharon A. Hill từng bình luận công khai về các bảo tàng hấp dẫn của Warlings khi Ám ảnh kinh hoàng được xuất bản. Hill tin rằng nhiều điều hư cấu và truyền thuyết xung quanh cặp vợ chồng Warren dường như là từ chính tay họ. Và đề cập rằng nhiều người "không thể tách chính xác cặp đôi Warren khỏi hình ảnh Hollywood của họ." Hill chỉ trích các báo cáo tin tức đã sử dụng những từ ngữ giật gân để báo cáo Bảo tàng Linh hồn và búp bê Annabel. Cô nói: "Giống như thực tế của Ed Warren, thực tế của búp bê Annabel ít hơn nhiều (trong phim). ấn tượng "cho Ed Warren tuyên bố Annuobeier búp bê, Hill nói:" ngoài hùng biện Ed, chúng tôi không biết gì về Annabeier và lịch sử bảo tàng và nguồn gốc của các mặt hàng khác".